# 东山良种场
东山良种场是位于江苏省句容市东郊的一个国营农场，是否在华阳镇不详。
2006年《句容年鉴》指东山良种场占地面积6.8公顷（102亩），经营农作物良种生产。2012年及之前，在国家统计局网站统计中，所在区域以句容市东山良种场之名列为句容市的一个类似乡级单位。